# Nebtu
Nebtu ókori egyiptomi királyné volt a XVIII. dinasztia idején, III. Thotmesz egyik felesége.
Ábrázolják egy oszlopon Thotmesz sírjában (KV34), ahol a fáraó mögött családtagjai állnak – a két nagy királyi hitves, Meritré-Hatsepszut és Szatiah, valamint Nebtu és a fáraó egyik lánya, Nofertari. Szatiah és Nofertari nevét a maa heru jelző követi, ami arra utal, már korábban meghaltak. A két másik feleségtől eltérően Nebtu nevét nem írták kártusba, és egyetlen címe „A király felesége” (ḥmt-nỉswt).
Nebtunak volt egy birtoka, melynek intézőjét, Nebamont a thébai TT24 sírba temették el.

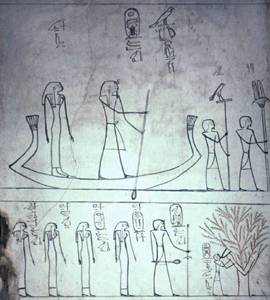
Kép Thotmesz sírjából – Nebtu az alsó regiszterben balról a második